# Согондьяха
Согондьяха (устар. Согондь-Яха) — река в России, протекает по Ямало-Ненецкому АО. Устье реки находится в 165 км по левому берегу реки Большая Хадырьяха. Длина реки составляет 36 км.

## Притоки
- 5 км: без названия
- 9 км: Коодьяха
- 18 км: Холокуяха

## Данные водного реестра
По данным государственного водного реестра России относится к Нижнеобскому бассейновому округу, водохозяйственный участок реки — Пур. Речной бассейн реки — Пур.
Код объекта в государственном водном реестре — 15040000112115300060312.